# Rhembobius hokutensis
Rhembobius hokutensis är en stekelart som först beskrevs av Tohru Uchida 1932.  Rhembobius hokutensis ingår i släktet Rhembobius och familjen brokparasitsteklar. Inga underarter finns listade i Catalogue of Life.